# Arnold Heller (Ingenieur)
Arnold Heller (* 25. November 1877 in Proßnitz, Mähren; † 6. Mai 1933) war ein österreichischer Ingenieur und Schriftleiter.

## Leben
Arnold Heller studierte an der Deutschen Technischen Hochschule Prag Allgemeinen Maschinenbau und Thermodynamik. Nach dem Studium arbeitete er in Prag, bevor er im August 1902 in die Schriftleitung der Zeitschrift des Vereines deutscher Ingenieure einstieg. Schwerpunkte seiner Tätigkeit waren Wärmetechnik und Wärmewirtschaft, Brennkraftmaschinen und Kraftwagenbau. 1912 veröffentlichte er sein mehrfach nachgedrucktes Buch Motorwagen und Fahrzeugmaschinen für flüssigen Brennstoff. Im selben Jahr reichte er seine Dissertation an der Deutschen Technischen Hochschule Prag ein. 1924 übernahm er neben der Schriftleitung für die Zeitschrift des Vereines deutscher Ingenieure die verantwortliche Schriftleitung für die Fachzeitschrift Archiv für Wärmewirtschaft und Dampfkesselwesen. Neben seiner redaktionellen Tätigkeit veröffentlichte er zahlreiche Beiträge in den VDI-Nachrichten.
Arnold Heller war Familienvater. Er starb plötzlich und unerwartet auf einer Urlaubsreise in seine Heimatstadt. Er gehörte über 30 Jahre dem Verein Deutscher Ingenieure (VDI) und dem Berliner Bezirksverein des VDI an.